# 13024 Conradferdinand
13024 Conradferdinand (1989 AJ6) là một tiểu hành tinh vành đai chính được phát hiện ngày 11 tháng 1 năm 1989 bởi F. Borngen ở Tautenburg.